# Список умерших в 1191 году

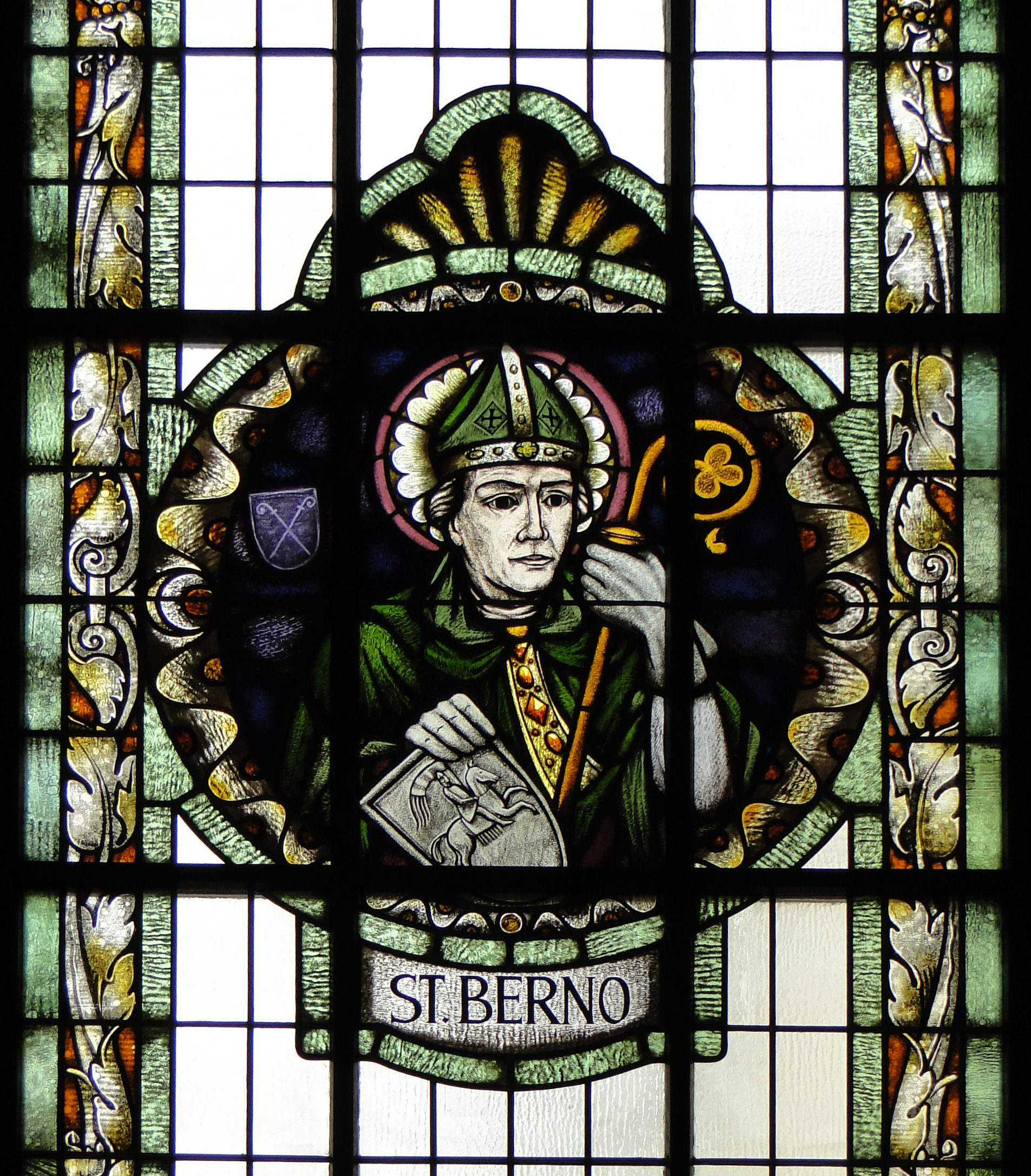
Берно

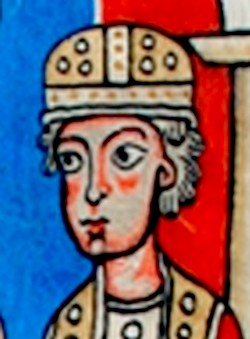
Фридрих VI Швабский

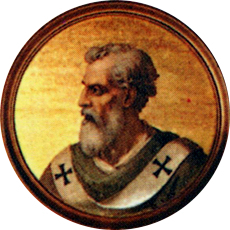
Климент III

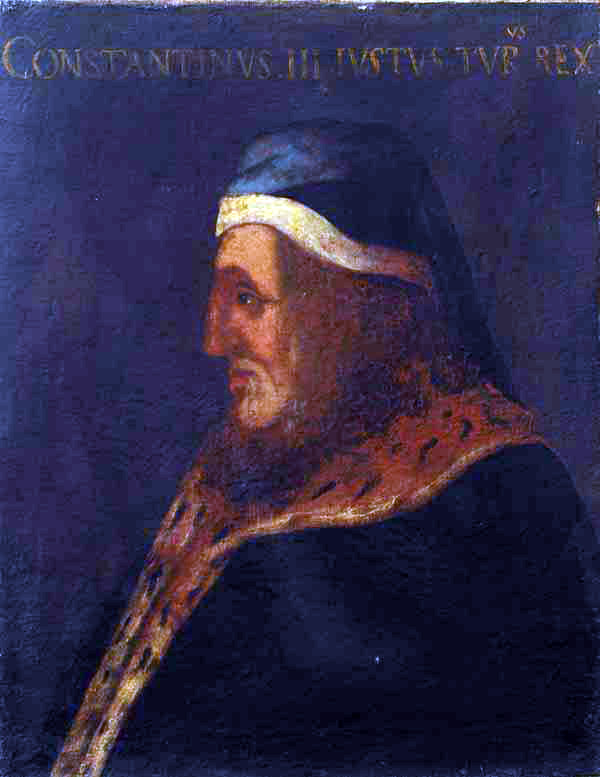
Барисоне II Торрес

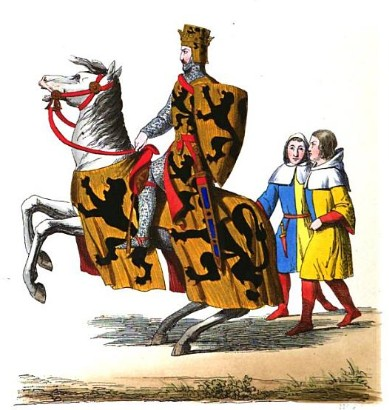
Филипп Эльзасский

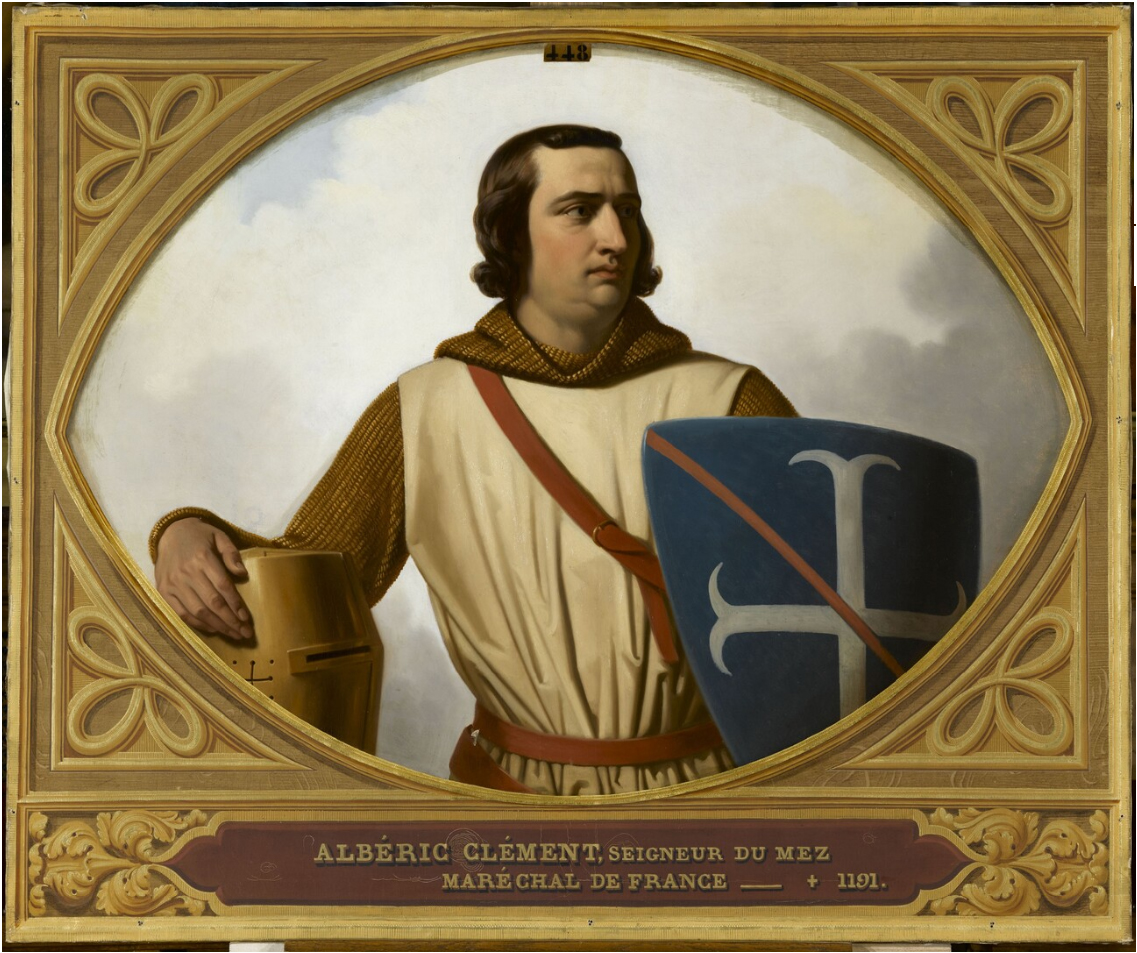
Альберик Клеман

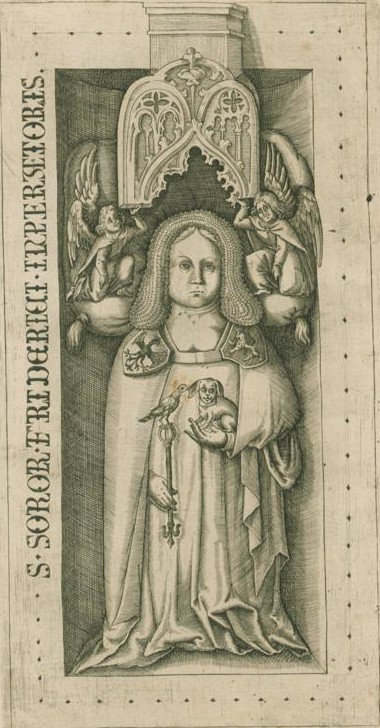
Юдит Гогенштауфен

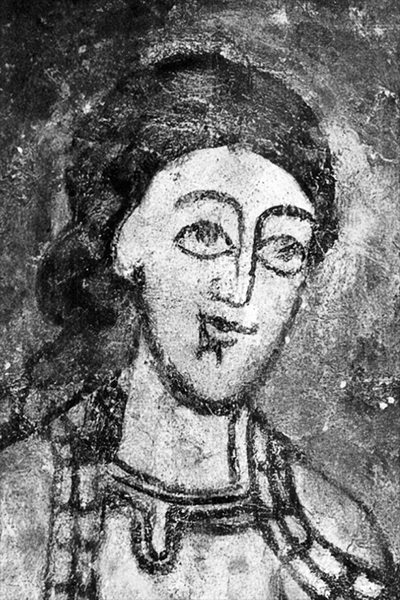
Ко́нрад II О́та

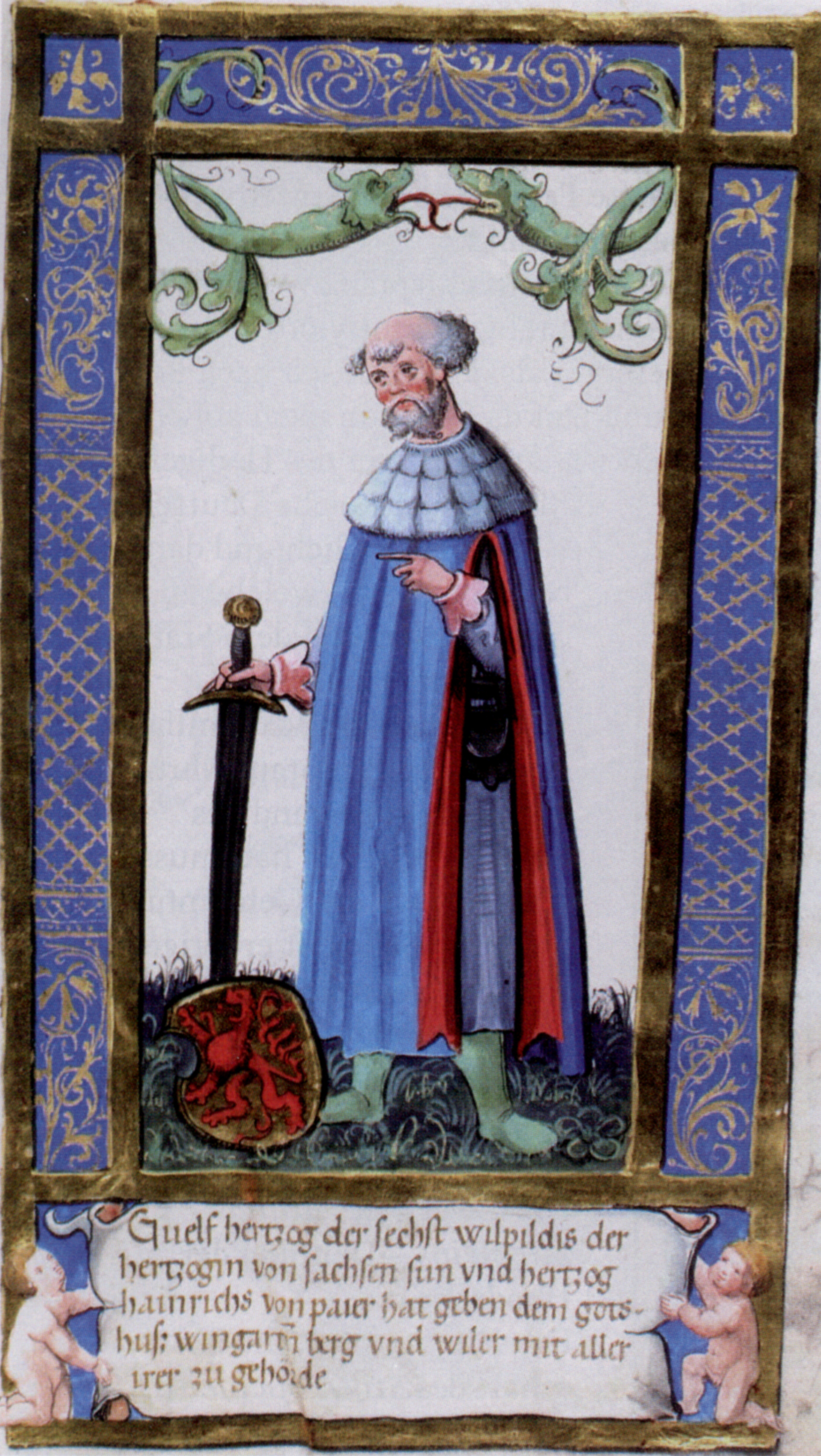
Вельф VI

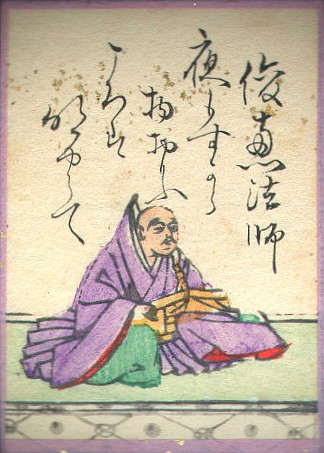
Сюнъэ-хоси

В этой статье представлен список известных людей, умерших в 1191 году.
См. также: Категория:Умершие в 1191 году

## Январь
- 4 января — Фридрих I фон Брена, граф Брены (с 1157), из рода Веттинов.
- 14 января — Берно[англ.] — первый епископ Шверина (1162—1191), первый князь-епископ Шверина с 1181 года, апостол ободритов
- 20 января
  - Тибо V де Блуа Добрый — граф Блуа, Шатодена и Шартра (1152—1191), участник третьего крестового похода, погиб при осаде Акры.
  - Фридрих VI Швабский — герцог Швабии (1170—1191), сын Фридриха I Барбароссы, участник третьего крестового похода, умер при осаде Акры.

## Февраль
- 8 февраля — Эрар II — граф де Бриенн (1161—1191), участник третьего крестового похода, умер при осаде Акры
- 24 февраля — Жан I — граф Алансонский (1171—1191)

## Март
- 20 марта — Климент III — папа римский (1187—1191). Оганизатор третьего крестового похода.
- 26 марта — Агнесса Лоонская — герцогиня-консорт Баварии (1180—1183), жена Оттона I, регент Баварии (1183—1191)

## Апрель
- 1 апреля — Энгельберт II — граф Горицкий (1150—1191)

## Май
- Жан II[фр.] — граф Алансонский (1991).

## Июнь
- 1 июня — Джон Чантер[англ.] — епископ Эксетера (1186—1191).
- 10 июня — Барисоне II Торрес — юдекс Логудоро (Сардиния) (1153—1186).
- 30 июня — Жан I де Понтье — граф де Понтье (1147—1191) участник третьего крестового похода, умер при осаде Акры.

## Июль
- 1 июля — Филипп Эльзасский — граф Фландрии (1168—1191), граф де Вермандуа (1167—1185), граф де Валуа (1167—1185), участник третьего крестового похода, умер при осаде Акры.
- 3 июля — Альберик Клеман — первый маршал Франции (1190), участник третьего крестового похода, умер при осаде Акры.
- 7 июля — Юдит Гогенштауфен — ландграфиня-консорт Тюрингии (1150—1172), жена Людвига II.
- 27 июля — Ротру IV дю Перш — граф дю Перш (1144—1191), участник третьего крестового похода, погиб при Осаде Акры.

## Август
- 3 августа — Аль-Касани — арабский правовед.
- 5 августа — Рудольф фон Церинген — архиепископ Майнца (1160), князь-епископ Льежа (1167—1191), умер во время третьего крестового похода при осаде Акры.
- 13 августа — Филипп I фон Гейнсберг — архиепископ Кёльна (1167—1191), первый герцог Вестфалии (1180—1191)
- Вильгельм V Старый — маркграф Монферрата (1136—1191), участник второго крестового похода, умер в Тире во время третьего крестового похода.

## Сентябрь
- 7 сентября — Жак д'Авен — сеньор Авесне, Конде и Леузе (1171—1191), участник осады Акры. Погиб в битве при Арсуфе
- 9 сентября — Ко́нрад II О́та — князь Чехии (1182, 1189—1191), князь Зноемский (1161—1191), князь Брненский (1177—1189), князь Оломоуцкий (1182—1189), первый маркграф Моравии (1182—1189), умер в окрестностях Неаполя.
- 10 сентября — Ральф де Варневилл[англ.] лорд-канцлер Англии (1173—1181), епископ Лизьё (1181—1191)

## Октябрь
- 15 октября — Рауль I — граф де Клермон-ан-Бовези (1162—1191), коннетабль Франции (1164—1191) участник третьего крестового похода, умер при осаде Акры.

## Ноябрь
- 2 ноября — Жерар II де Лоон — граф Лоона, умер при осаде Акры
- Рауль де Куси — сеньор Куси, Марля, Ла-Фера, Креси, Вервена, Пинона, Ландузи и Фонтена (ок. 1141—1191), умер при осаде Акры

## Декабрь
- 15 декабря — Вельф VI — маркграф Тосканы, герцог Сполето (1152—1162, 1167—1173).
- 26 декабря — Реджинальд Фиц Джоселин — епископ Бата (1173—1191), архиепископ Кентерберийский (1191).
- Рупрехт III — граф Нассау (1160—1191), умер при возвращении из третьего крестового похода

## Дата неизвестна или требует уточнения
- Ансери III де Монреаль — сеньор Монреаля участник третьего крестового похода, умер при осаде Акры.
- Баррата, Джованни[фр.] — итальянский кардинал
- Баттоломью де Вигнор — сеньор де Вигнор, участник третьего крестового похода, умер при осаде Акры. здесь же умер и его сын Гуго
- Ги III[нем.] — сеньор де Шатильон, де Труасси, де Монже и де Креси (1170—1191), участник третьего крестового похода, умер при осаде Акры.
- Галеран V де Бомон[англ.] — граф Мёлана (1182—1191), участник третьего крестового похода, умер при осаде Акры.
- Грифид Майлор — первый князь Поуис Вадога (1160—1191)
- Гуго V — виконт Шатодёна (1176—1191), участник третьего крестового похода.
- Ираклий Иерусалимский, католический прелат, Латинский патриарх Иерусалима.
- Кызыл-Арслан — атабек Азербайджана (1186—1191) султан Великой Сельджукской Империи (1191). Убит в междоусобной войне.
- Милль, Уолтер — архиепископ Палермо (1168—1191), один из важнейших сановников Сицилийского королевства при Вильгельме II и Танкреде. Строитель Кафедрального собора Палермо.
- Аль-Музаффар I Умар ибн Шахин-шах[англ.] — первый айюбидский эмир Хамы (1179—1191), наместник Египта (1181—1185)
- Ожер (Рожер) де Ваврен[фр.] — епископ Камбре (1179—1191), участник третьего крестового похода, умер при осаде Акры.
- Перес, Гонсало[исп.] — архиепископ Толедо (1182—1191).
- Пьетро, кардинал-священник Сан-Пьетро-ин-Винколи (1188—1191).
- Ал-Ракунийя[исп.] — андалузская поэтесса
- Ричард де Камвиль[англ.] — английский полководец во время третьего крестового похода, первый губернатор Кипра, умер при осаде Акры.
- Робер I де Бов, вассал или сосед Пьера Амьенского, пикардийский рыцарь, участник Третьего крестового похода.
- Роберт V — сеньор де Бетюн, участник третьего крестового похода, умер при осаде Акры.
- Сибранд, основатель госпиталя в Акре, который должен был стать центром Тевтонского ордена, по этой причине его часто считают «первым Великим магистром» ордена.
- Сюнъэ-хоси[фр.] — японский поэт.
- Ульрих II, граф Фениса, сеньор Нёвшателя.
- Эраклий — католический патриарх Иерусалима (1180—1191) (последний патриарх с резиденцией в Иерусалиме), умер при осаде Акры.
- Яхья ас-Сухраварди, персидский философ и мистик, создатель философии ишракизма (озарения), в силу чего он стал известен также как Шейх аль-Ишрак (Мастер Озарения).